# Arnótfalva
Arnótfalva (szlovákul: Arnutovce, korábban Harnutovce, németül: Höfchen) község Szlovákiában, a Kassai kerület Iglói járásában.

## Fekvése
Iglótól 7 km-re északnyugatra, Lőcsétől 8 km-re délnyugatra fekszik.

## Története
1200 körül királyi birtokként Kistamási néven alapították. 1259-ben IV. Béla a szepesi prépostságnak adta. Arnótfalvát 1278-ban említik először, első birtokosa Arnold fia Arnold volt. A falu róla kapta a nevét. 1317-ben „magni Arnoldi” néven szerepel. 1340-ben Arnótfalva mellett Kistamásiként is említik „Kystamasi al. n. Arnoltfalua” alakban. 1366-ban Péter püspök a falut a vágsziklási karthauzi kolostornak adta. 1366-ban „Arnoltfalva”, 1435-ben „Kysdoman alias Arnoldfalva” alakban szerepel oklevélben. 1550-ben a szepesi káptalané lett. Német nevén 1773-ban említik először „Emaus” alakban, 1786-ban szlovákul is megjelenik „Harnutovce” néven.  1787-ben 19 házában 139 lakos élt.
A 18. század végén Vályi András így ír róla: „ÁRNOLDFALVA. Habchen. Harmutovtze. Tót, és német falu Szepes Vármegyében, birtokosa a’ Királyi Kamara, lakosai katolikusok, fekszik Lethánfalvához, mellynek filiája közel, Lőtsétöl sem meszsze. Határja közép termékenységű, legelője jó, réttye elég, fája mind a’ kétféle, második Osztálybéli.”
1828-ban 22 háza és 181 lakosa volt, akik főként mezőgazdaságból éltek.
Fényes Elek 1851-ben kiadott geográfiai szótárában így ír a faluról: „Arnótfalva, (Emaus, Höfchen, Hernutowce), tót falu, Szepes vármegyében, Smizsánhoz 1/2 mfdnyire: 181 kath. lak. Erdő. F. u. az alapitványi kincstár. Ut. p. Lőcse.”
A trianoni diktátumig Szepes vármegye Iglói járásához tartozott.

## Népessége
| Év:            | 1994. | 2004.    | 2014.    | 2024.    |
| -------------- | ----- | -------- | -------- | -------- |
| Emberek száma: | 456   | 595      | 751      | 867      |
| Eltérés:       |       | +30,48 % | +26,21 % | +15,44 % |

| Év:            | 2023. | 2024.   |
| -------------- | ----- | ------- |
| Emberek száma: | 859   | 867     |
| Eltérés:       |       | +0,93 % |

1910-ben 176, túlnyomórészt szlovák lakosa volt.
2001-ben 549 lakosából 387 szlovák és 160 cigány volt.
2011-ben 698 lakosából 679 szlovák.

## Nevezetességei
- Szent Ilona tiszteletére szentelt római katolikus temploma a 15. században épült gótikus stílusban. A 16. század második felében reneszánsz stílusban építették át. Berendezése 18. századi, de szárnyas oltára 1485-ben készült, Lőcsei Márton mester alkotása.